# 周城乡
周城乡是中国陕西省咸阳市乾县下辖的一个乡。

## 行政区划
周城乡下辖以下行政区：
董城村、新庄村、紫邀村、红星村、慈母村、上曲村、庄里村、周城村、红旗村